# Charleston (dans)
 For alternative betydninger, se Charleston. (Se også artikler, som begynder med Charleston)
Charleston er en dans der er opkaldt efter byen Charleston i South Carolina. Den kommer oprindeligt fra Vestafrika, men blev populær i USA i 1920'erne. I 1923 lavede pianisten James P. Johnson melodi ved navn "The Charleston", den var med i Broadway showet "Runnin' Wild" og blev en af de største hits i årtiet. På trods af dansen sorte rødder forbindes den ofte med de moderne mennesker i 1920'erne, såkaldte "flappers".
De unge kvinder dansede alene eller sammen for at provokere; Charleston blev nemlig dengang anset for at være ret umoralsk og provokerende.
Charleston opnåede også en stor popularitet i Europa i 1920'erne og selvom den gik af mode efter en årrække, så smittede stil og tempo af på andre danse såsom quickstep.